# Groupe de NGC 1084
Le groupe de NGC 1084 comprend au moins 14 galaxies situées dans les constellations de la Baleine et de l'Éridan. La distance moyenne entre ce groupe et la Voie lactée est d'environ 17,7 Mpc (∼57,7 millions d'al). 

## Membres
Le tableau ci-dessous liste les 14 galaxies du groupe indiquées dans l'article de A.M. Garcia paru en 1993. Toutes les galaxies du catalogue NGC, sauf NGC 1047 et NGC 1140, sont aussi mentionnées dans une liste publiée sur le site « Un Atlas de L'Univers » de Richard Powell. Powell emploie toutefois le nom de groupe de NGC 1052.   
| Nom                 | Const.  | Class.      | Type                        | α (J2000.0)   | δ (J2000.0)  | Vitesse radiale (km/s) | m       | Distance (Mpc) | Diamètre (kal) |
| ------------------- | ------- | ----------- | --------------------------- | ------------- | ------------ | ---------------------- | ------- | -------------- | -------------- |
| NGC 988             | Baleine | SB(s)cd?    | Spirale barrée              | 02h 35m 27.7s | -09° 21′ 22″ | 1510 ± 5               | 11,0    | 19,0 ± 1,4     | 73             |
| NGC 991             | Baleine | SAB(rs)c    | Spirale intermédiaire       | 02h 35m 32.7s | -07° 09′ 16″ | 1532 ± 1               | 11,7    | 21,0 ± 1,4     | 60             |
| NGC 1022            | Baleine | (R')SB(s)a  | Spirale barrée              | 02h 38m 32.7s | -06° 40′ 39″ | 1453 ± 6               | 11,3    | 18,2 ± 1,3     | 51             |
| NGC 1035            | Baleine | SA(s)c?     | Spirale                     | 02h 39m 29.1s | -08° 07′ 59″ | 1288 ± 4               | 12,2    | 15,8 ± 1,1     | 37             |
| NGC 1042            | Baleine | SAB(rs)cd   | Spirale intermédiaire       | 02h 40m 24.0s | -08° 26′ 01″ | 1371 ± 2               | 11,0    | 17,0 ± 1,2     | 39             |
| NGC 1047            | Baleine | S0^+?       | Lenticulaire                | 02h 40m 32.8s | -08° 08′ 52″ | 1421 ± 4               | 13,5    | 17,8 ± 1,3     | 5,9            |
| NGC 1051 (=NGC 961) | Baleine | SB(rs)m pec | Spirale barrée magellanique | 02h 41m 02.5s | -06° 56′ 09″ | 1295 ± 5               | 12,8    | 15,9 ± 1,1     | 40             |
| NGC 1052            | Baleine | E4          | Elliptique                  | 02h 41m 04.8s | -08° 15′ 21″ | 1488 ± 5               | 10,5    | 18,8 ± 1,3     | 60             |
| NGC 1084            | Éridan  | SA(s)c      | Spirale                     | 02h 45m 59.9s | -07° 34′ 42″ | 1411 ± 1               | 10,7    | 17,7 ± 1,3     | 61             |
| NGC 1110            | Éridan  | SB(s)m?     | Spirale barrée magellanique | 02h 49m 09.6s | -07° 50′ 15″ | 1323 ± 1               | 13,9    | 16,5 ± 1,2     | 56             |
| NGC 1140            | Éridan  | IBm pec?    | Irrégulière magellanique    | 02h 54m 33.6s | -10° 01′ 40″ | 1501 ± 1               | 12,5    | 19,2 ± 1,4     | 30             |
| MGC -1-7-31         | Baleine | SB(s)m?     | Spirale barrée magellanique | 02h 40m 30.2s | -06° 06′ 23″ | 1325 ± 6               | 14,8670 | 16,3 ± 1,2     | 23             |
| MGC -1-8-1          | Baleine | IB(s)m      | Irrégulière magellanique    | 02h 43m 42.8s | -06° 39′ 05″ | 1410 ± 3               | 14,3630 | 17,6 ± 1,3     | 30             |
| PGC 9774            | Baleine | IB(s)m      | Irrégulière magellanique    | 02h 33m 57.0s | -06° 21′ 36″ | 1410 ± 2               | 15,2620 | 17,4 ± 1,2     | 31             |

Le site DeepskyLog permet de trouver aisément les constellations des galaxies mentionnées dans ce tableau ou si elles ne s'y trouvent pas, l'outil du site constellation permet de le faire à l'aide des coordonnées de la galaxie. Sauf indication contraire, les données proviennent du site NASA/IPAC. 